# Televisão nas Filipinas
A televisão nas Filipinas foi introduzida em 1953 pelo DZAQ-TV Channel 3 (agora DWWX-TV Channel 2) do Alto Broadcasting System (agora ABS-CBN), de propriedade de James Lindenberg e Antonio Quirino. Antes disso, experimentos de transmissões de TV estavam sendo feitos por estudantes da Universidade FEATI. Em 1958, foi seguido pelo Canal 9 da DZXL-TV da Chronicle Broadcasting Network, propriedade de Eugenio Lopez Sr. e Fernando Lopez. ABS e CBN logo se fundiriam para formar o atual ABS-CBN. Durante essa década, programas musicais ao vivo, peças teatrais e programas enlatados de outros países estavam entre os itens básicos da programação das emissoras de TV Filipinas. Com a introdução em 1953, as Filipinas foram o primeiro país do sudeste asiático e o segundo da Ásia (depois do Japão) a introduzir a transmissão de TV.
Nos anos 1960, quando o meio começou a ser popular, o ABS-CBN fez inúmeras inovações durante a década, como a primeira estação de TV provinciana em 1961, instalada em Cebu, o primeiro uso de vídeo em 1964, a primeira transmissão em TV a cores. em 1966, e a inauguração do centro de transmissão mais avançado da Ásia na época, o Centro de Transmissões da ABS-CBN, em 1968. Naquela época, as emissoras começaram a produzir mais e mais conteúdo local, como comédias, dramas, programas de jogos, programas de variedades e telejornais. Foi também durante a década em que surgiram outras estações de televisão, como o Canal 7 da DZBB-TV do Republic Broadcasting System (actual GMA Network) e o DZTM-TV Channel 5 da Associated Broadcasting Corporation (actual 5 Network).
Quando a lei marcial foi declarada em 1972, todas as emissoras de TV que transmitiam notícias que criticavam a então administradora de Marcos, incluindo a ABS-CBN, foram encerradas à força, exceto pelo Canal 9 da Kanlaon Broadcasting System (atual RPN) da DZKB-TV. IBC e GMA, que eram ambos fechados pela lei marcial, reabririam o shoon depois, no entanto, enquanto duas novas redes foram formadas, BBC (Banahaw Broadcasting Corporation) e GTV (Government Television) que assumiu as freqüências do Canal 2 e Canal 4 de ABS -CBN. A década foi marcada por mais conteúdo local e programas enlatados, além de noticiários que foram censurados de quaisquer denúncias críticas ao governo, já que todas as emissoras de TV estavam sendo usadas como máquinas de propaganda pela ditadura de Marcos. RPN e IBC dominaram o público da TV durante a maior parte do período.
A censura aos noticiários da televisão continuou até 1983, quando o GMA deu cobertura ao cortejo fúnebre do opositor político de Marcos, Benigno Aquino Jr. Mais tarde, a GMA conseguiu se tornar a única estação a desafiar o controle ferrenho de Marcos sobre a mídia quando transmitiu Uma série de eventos que levaram à Revolução do Poder Popular em 1986, que depôs Marcos, quebrou seus 14 anos de ferro na mídia e restaurou a liberdade de imprensa. Nos anos seguintes, o sequestro do governo da RPN e do IBC, o fechamento da BBC e o retorno da ABS-CBN (com apenas o Canal 2), que recuperaria a liderança da audiência em apenas dois anos após o seu relançamento. O Canal 4, por outro lado, tornou-se PTV depois de ter sido libertado das garras da ditadura em 1986 por soldados rebeldes e ex-funcionários da ABS-CBN quando era então conhecido como MBS. Entre os gêneros mais populares na época estavam comedias, shows musicais e noticiários em língua filipina. Particularmente, o relançamento da "Star Network" da ABS-CBN em 1987, que trouxe muitos novos shows locais, aumentou a popularidade dos programas originais e o apelo da TV para as massas.
A década de 1990 viu o surgimento do drama como um gênero na televisão, com os novelas Filipinas (chamado pelo teleseryes) começando a dominar o público do horário nobre em direção ao final da década de 1990, o retorno da ABC, a ascensão do cabo com o lançamento do SkyCable, uma tendência de alta na televisão UHF, e a expansão da indústria para mercados estrangeiros começando com o lançamento do The Filipino Channel (TFC) da ABS-CBN. As duas estações dominantes então, ABS-CBN e GMA, também se diversificaram em várias outras plataformas de mídia, como gravação de música e produção de filmes, e empreendeu uma grande expansão regional que viu a abertura de muitas emissoras de TV em várias cidades importantes e cidades rurais do país.
Em direção ao novo milênio, à medida que a rivalidade entre ABS-CBN e GMA se intensificou, viu o auge da popularidade das novelas filipinas, a reintrodução bem-sucedida de game shows, o surgimento de reality shows e a crescente popularidade de novelas com elementos de fantasia chamou os fantaseryes. A sitcom semanal, depois de anos de números de público em declínio, também foi descartada na programação do horário nobre de duas redes. Foi também durante a década em que as emissoras de TV, começando pelo ABS-CBN, começaram a mudar para a televisão digital e de alta definição. A ABC também foi relançada como TV5 no final da década.
A maioria das mudanças de programação foram mantidas na década de 2010, com as únicas mudanças importantes naquela década sendo a mudança para alta definição e transmissão de TDT. A rivalidade entre o ABS-CBN e o GMA continuou, apesar de uma tentativa frustrada da TV5 de desafiar as duas redes e os contratempos que a GMA vem enfrentando nos últimos anos.
De acordo com um relatório de 2017 da Kantar Media, existem mais de 18,9 milhões de lares no país que possuem um aparelho de TV, sendo o maior mercado a Mega Manila (Metro Manila, Laguna, Cavite, Rizal e Bulacan), com 5,3 milhões de lares, 28% de toda a audiência da TV (o resto é dividido entre casas em áreas de Luzon fora de Mega Manila, e em Visayas e Mindanao). Enquanto a maioria dos lares de TV continua a ser de áreas urbanas, o mesmo relatório da Kantar mostrou um aumento no número de lares rurais que possuem TV de 6,4 milhões (42% de todas as famílias que possuem TV) para 9,1 milhões (48%). das famílias), superior em 41%, mais rápido do que o crescimento do número de domicílios urbanos que cresceu apenas 9%, de 9 milhões (58% das residências de TV) para 9,9 milhões (52% das residências de TV). O relatório também mostrou que a maior parte de casas rurais novos estava na TDT ou na TV a cabo.
Entre os 18,9 milhões de domicílios, cerca de 63% usam a TV analógica, enquanto os 37% restantes usam TV digital (cabo e TDT). Embora a grande maioria das famílias em áreas rurais e áreas urbanas fora da Mega Manila ainda usem analógicas, o forte aumento na penetração da TV digital em Mega Manila e em casas rurais fez com que a penetração da TV analógica diminuísse nos últimos anos.

## História

### Os primeiros anos (1946-1959)
James Lindenberg, engenheiro norte-americano chamado "pai da televisão filipina", começou a montar transmissores e estabeleceu a Bolinao Electronics Corporation (BEC) em 13 de junho de 1946. Foi nomeado em homenagem à cidade natal de sua esposa, Bolinao, Pangasinan. Três anos depois, ele foi o primeiro a solicitar uma licença no Congresso filipino para estabelecer uma estação de televisão. Após um ano, em 14 de junho de 1950, seu pedido foi concedido. Devido à escassez de matérias-primas e ao rigoroso controle de importações desde 1948, ele foi obrigado a se ramificar para a transmissão de rádio em vez disso.
A tentativa de Lindenberg de colocar uma estação de televisão não foi desperdiçada. O juiz Antonio Quirino, o irmão do então presidente filipino Elpidio Quirino, estava tentando obter uma licença do Congresso que lhe permitiria montar uma estação de televisão. O Congresso, no entanto, o negou de obter essa licença pelo medo de que ele pudesse usá-lo como veículo de propaganda para seu irmão que estava correndo para um segundo mandato nas eleições presidenciais de 1953. Por isso, ele comprou 70 por cento participação das ações da BE [3], o que lhe valeu para controlar indiretamente a franquia. Ele então mudou o nome de BEC para Alto Broadcasting System (ABS), depois dos nomes de seus novos proprietários, Aleli e o juiz Antonio Quirino. James Lindenberg, ainda era proprietário parcial, e serviu como gerente geral da estação.
Antes que a estação de TV fosse formalmente lançada, enfrentou vários obstáculos. O Banco Central, por exemplo, recusou-se a conceder crédito bancário ao juiz Quirino do banco, dizendo que o referido empreendimento era muito arriscado. Por este motivo, o juiz Quirino pediu ajuda de seu amigo Marvin Gray, cuja família é uma amiga de David Sarnoff, que era então presidente da Radio Corporation of America (RCA). Através da intervenção da Gray, o juiz Quirino conseguiu obter assistência da RCA.
Antes da primeira transmissão, o juiz Quirino iniciou a importação de 120 aparelhos de televisão através do empréstimo de 60 mil pesos que recebeu do proprietário da Joe's Electric, que, por sua vez, tornou-se o primeiro a ser concedido o direito de vender aparelhos de televisão no país.
Finalmente, em 23 de outubro de 1953, o juiz Quirino marcou a primeira transmissão oficial nas Filipinas através do lançamento da DZAQ-TV. Com a ajuda da RCA, quatro homens foram submetidos a treinamento técnico nos Estados Unidos. Estes foram Arcadio Carandang, Romualdo Carballo, Harry Chaney, José Navarro.

A televisão foi introduzida nas Filipinas pelo DZAQ-TV Channel 3, uma estação pertencente ao Alto Broadcasting System (ABS), precursora da maior rede de TV das Filipinas, o ABS-CBN.

O estúdio do ABS era um celeiro improvisado ao longo da rua Florentino Torres em Manila. Com o transmissor adquirido da RCA, as transmissões foram recebidas claramente não apenas em Manila, mas também nas províncias vizinhas. Com exceção dos quatro engenheiros que foram enviados aos EUA para treinar, a maioria do pessoal em ABS aprendeu as operações de TV no trabalho. O primeiro transmissor da estação estava localizado em San Juan.
DZAQ-TV 3 começou em uma programação de quatro horas por dia, de seis a dez horas da noite. Embora a ABS tenha conseguido arredondar cinquenta e dois anunciantes para a transmissão principal, vender spots para programação regular provou ser difícil, pois comprar spots publicitários de rádio foi mais econômico para os anunciantes. Durante este período, os aparelhos de televisão custam menos do que um automóvel, e a recepção de TV dependia da energia elétrica, que nem sempre estava disponível. 
Os programas que estavam sendo transmitidos naquela época costumavam ser emprestados filmes das embaixadas estrangeiras, filmes velhos importados de vaqueiro e cobertura real de uma variedade de eventos. Quando a estação acabou de apresentar qualquer característica nova, as peças do palco foram transportadas para a televisão. Em 1953, menos de um mês após a primeira transmissão, o padre James Reuter, um jesuíta com treinamento de rádio e televisão nos Estados Unidos, produziu a primeira peça na televisão filipina intitulada Cyrano de Bergerac. A referida jogada de três horas de duração foi feita ao vivo, e todos os talentos eram estudantes.
No início, as redes de TV filipinos comprariam os direitos de exibir programas e séries de televisão americanas medíocres já que era mais barato do que produzir shows locais. A fim de atrair anunciantes, bem como para incentivar o aumento da audiência, a transmissão simultânea de programas no rádio e na televisão recorreu a truques promocionais. Muitos programas de rádio populares, incluindo Tawag ng Tanghalan, Kuwentong Kutsero e Student Canteen, começaram sua vida na TV desta maneira. 
Em 1955, a Radiowealth começou a fabricar aparelhos de televisão. Outras roupas locais, como a Carlsound e a Rehco, também começaram a configurar as plantas de montagem. Em 1958, os altos impostos anteriormente impostos aos programas de televisão em lata foram removidos, o que fez os EUA mostrarem menos custo do que os shows ao vivo. Em abril do mesmo ano, outra rede de TV abriu, e esta foi a Chronicle Broadcasting Network (CBN), estabelecida como media rádio em 1956 pelos empresários Eugenio e Fernando López. No mesmo ano, a CBN trouxe o ABS do juiz Quirino e fundou as duas empresas sob o nome Bolinao Electronics Corporation, que era aliás o antigo nome do ABS.
Com o estabelecimento do DZXL-TV Channel 9 em 19 de abril de 1958, os irmãos Lopez controlaram os dois canais de televisão em todo o país. Em 14 de novembro de 1969, o DZAQ-TV foi transferido para o canal 2, enquanto a estação irmã DZXL-TV transferiu para o canal 4.
Em 1958, as estações combinadas de televisão ABS e CBN se mudaram para seus novos estúdios na Roxas Boulevard, Pasay City, enquanto as instalações da ABS Radio se mudaram para o Edifício Chronicle no Distrito de Intramuros de Manila.

### Crescente de popularidade (1960-1972)
Na virada da próxima década, os aparelhos de televisão se tornaram o aparelho mais vendido nas áreas urbanas. Também dentro deste período, outras estações de TV VHF foram abertas. Estes incluem o DZBB-TV (estabelecido em 29 de outubro de 1961, pelo Republic Broadcasting System (RBS), de propriedade de Robert Stewart), DZFM-TV (estabelecido em 1961 pelo governo filipino, agora extinto), DZTM-TV (criada em 1962 pela Associated Broadcasting Corporation (ABC), de propriedade da família Roces, editora de The Manila Times), DZKB-TV (criada em 1969, administrada por Roberto Benedicto da Radio Philippines Network), DWGT -TV (criada em 1974, administrada pela Government Television (GTV), estatal) e DZTV-TV (criada em 1960, administrada pela Inter-Island Broadcasting Corporation (IBC), detida por Andres Soriano), DZRH-TV (estabelecido em 11 de abril de 1962, pela Manila Broadcasting Company (MBC), de propriedade de Manuel Elizalde).
Entre os programas mais votados na década de 1960, estavam The Nida-Nestor Show, Buhay Artista e Pancho Loves Tita. Outro show local que teve uma classificação máxima predominante é Tawag ng Tanghalan, o concurso de canto amador oferecido por Lopito e Patsy.
Robert "Uncle Bob" Stewart foi o primeiro a vender "pontos de cooperativa". Os patrocinadores ou pequenos empresários agora podem comprar porções de um programa na forma de comerciais de 60 segundos. "Ele se aproximou de empresas sem recursos para comprar tempo de bloqueio e patrocinar shows inteiros e ofereceu pacotes menores e acessíveis dentro dos programas. Assim, ele foi pioneiro no conceito de compras de segmento e porção que são tão populares hoje. " " Na promoção final, Stewart até se jogou como um talento comercial de graça, e seus endossos ao vivo tornaram-se gemas de entretenimento espontâneo em eles próprios." Bob Stewart, o homem por trás do RBS Channel 7 tinha um lugar especial nos corações de uma geração de crianças. "Para as crianças que crescem nos anos 50 e 60, o Lucky Seven Club do Tio Bob foi o clube para se juntar."
No início, as pessoas que estavam criando televisão filipina tiveram que se contentar com muito poucos orçamentos mínimos, pequenos estúdios, sinais fracos e câmeras complicadas, que os técnicos não podiam começar a operar. Afinal, as primeiras equipes de produção de TV foram transplantadas pelo rádio.
"Os erros foram definitivamente a ordem do dia", lembra Stewart. "Nós tínhamos duas câmeras, ambas de segunda mão. E como não tínhamos quase nenhuma experiência na TV, muitas vezes não tínhamos ideia de qual era no ar! "A única maneira de aprender televisão foi então por tentativa e erro. Na verdade, o melhor operador de câmera em ABS começou como motorista de Eugenio "Geny" Lopez Jr, que logo dirigiria o ABS-CBN para grandes níveis de sucesso nos próximos anos.
A falta de finanças foi em grande parte responsável pela má qualidade da televisão ao vivo. Não havia dinheiro suficiente para pagar taxas de talentos, comprar equipamentos e treinar pessoal de estúdio. Outra razão pela qual os shows ao vivo amadureceu lentamente foi a prevalência de produtores não qualificados.
Em 1960, a Associação Filipina de Anunciantes Nacionais reconheceu a televisão como uma das mídias mais eficazes e potentes para propaganda. Na verdade, foi apenas na década de 60 que os comerciais de televisão entraram em uso. O primeiro contrato de publicidade televisiva no país foi assinado para Tawag ng Tanghalan, manipulado por J. Walter Thompson para Procter and Gamble.
À medida que a indústria da televisão amadurecia, as linhas eram mais firmemente desenhadas entre anunciantes e proprietários de redes. Os programadores agora tinham que provar aos anunciantes que os programas produzidos na estação estavam sendo assistidos. Assim, o jogo de classificações nasceu. 
A programação de shows enlatados, principalmente americanos, era a prática usual. Os shows populares foram Combat, a aventura de guerra com o heroísmo dos soldados americanos contra o mal personificado pelos alemães; Missão: impossível, mais familiar para o público contemporâneo é a adaptação do filme com Tom Cruise; série ação-aventura-crime como Mannix, 77 Sunset Strip e The Untouchables; dramas em um ambiente hospitalar como Ben Casey e Dr. Kildare, precursores de E.R. e Chicago Hope; e os westerns básicos como Wild Wild West com Robert Conrad como o herói, um papel que seria jogado de forma mais selvagem pelo ator negro Will Smith em uma adaptação de filmes. 
Os programas locais tiveram que lidar com esta programação estrangeira - e com bastante sucesso, deve ser observado. Os anos 60 viram o surgimento dos talentos te-levision, especialmente nos programas musicais. Freddie Cochran, o apresentador flamboyant, dirigiu as inventivas "cada hora na hora" promos ao vivo para abs-cbn. Meninas bonitas apareceram na câmera, venderam os produtos dos patrocinadores e seguiram sem problemas para o seguinte programa.
Em breve, Cochran dirigiu um programa musical completo como o Lucky Strike Show com a cantora socialite Nelda Lopez Navarro. No início dos anos 60, Cochran se revezou com Mitos Villareal e Fritz Ynfante dirigindo a rainha da de canções em Ásia, Pilita Corrales em An Evening with Pilita. Nas tardes, um jovem Boots Anson-Roa hospedou Dance-o-rama no Canal 5. O tempo de dança com Chito praticamente salvou a estação de festas do tio Bob, com Chito Feliciano e seus amigos como a versão inicial dos DIs (instrutores de dança). Oras ng Ligaya, um show de variedades, apresentou a comédia da soprano Sylvia la Torre e comediantes do filme de rádio Eddie San Jose e Oscar Obligacion.
Em 1961, a TV educacional foi tentada pela primeira vez pela National Science Development Board através de um curso semanal de física, aula continental. No mesmo ano, o Pe. James Reuter produziu seu show três vezes por semana, Education on TV no Canal 9. Ele apresentou o Pe. Horacio de la Costa, S. J., palestras sobre a história e Fernando Zobel, discutindo o art.
O interesse gerado por organizações públicas, firmas empresariais e instituições educacionais desenvolveu o curso da Faculdade de TV da National Science Development Board, "Physics in the Atomic Age", em 1961.
Três anos depois, em julho de 1964, o Ateneo Center for Educational Television (ETV) começou a operar. Foi um projeto de televisão em circuito fechado para estudantes do ensino fundamental e médio de seis escolas de acolhimento, incluindo a Universidade Ateneo de Manila e Maryknoll College (agora chamada Miriam College). O agora extinto Centro para ETV tinha seu próprio estúdio e equipamentos de primeira linha. Era tão avançado que até as estações comerciais como o ABS-CBN ocasionalmente emprestaram câmeras.
O canal 3 da BEC encenou em 1963 o primeiro teste de televisão em transmissões em cores e começou a transmitir em cores em 1966.
Em 1º de fevereiro de 1967, o nome corporativo da BEC foi alterado para ABS-CBN Broadcasting Corporation. Além disso, durante este ano, a Radiowealth foi pioneira na produção de modelos de TV a cores de 19, 21 e 25 polegadas. Além disso, foi favorecido por anunciantes como Procter and Gamble, Philippine Refining Company, Colgate-Palmolive, Del Rosario Brothers e Caltex.
Durante esse ponto, o ABS-CBN reinou como o líder da audiência da TV no país. Mas enquanto a estação de TV principal de ABS-CBN, DZAQ-TV (transmissão em seguida no canal 3), era o canal mais visto então, a outra estação de TV de Manila, DZXL-TV Channel 9, foi classificada no último palácio em termos de índices de audiência, mesmo atrás dos novos recém-chegados ABC 5 e RBS 7. 
Em 1966, Freddie Garcia (que mais tarde se tornaria o presidente da ABS-CBN anos mais tarde) decidiu tornar o Channel 9 adequado para espectadores high-end e sofisticados com shows como "The Flying House", complementando o Channel 3, a estação para as massas. Por isso, as vendas do Canal 9 triplicaram e tornou-se o segundo canal mais visto até o final da década de 1960, atrás do Canal 3. O ABS-CBN também foi pioneiro na TV regional com DYCB-TV Channel 3 em Cebu, filmagem em 1964, e em 1968 a rede abriu o ABS-CBN Broadcasting Center, situado na Avenida Bohol em Diliman, Quezon City, e que era o mais avançado centro de transmissão da Ásia.
Em 1969, os filipinos testemunharam a cobertura de televisão ao vivo da aterrissagem da lua histórica Apollo 11. Foi a primeira transmissão ao vivo via satélite no país. Os canais 5, 7 e 13 amarraram o referido projeto, enquanto o Canal 2 produziu sua própria cobertura. No mesmo ano, o RPN-9 apresentou o mais longo e consistente rating da série, John En Marsha. Esta sitcom foi criada por Ading Fernando, e estrelou Dolphy e Nida Blanca.
No final da década de 1960, os canais de notícias e assuntos públicos foram lançados pelos Canais 2 e 5. O Big News no ABC Channel 5 e The World Tonight no ABS-CBN Channel 2 foram os primeiros programas de notícias na televisão filipina, seguidos nesse mesmo período por Newsbreak do Canal 9 da ABS-CBN. Além disso, o ABS-CBN também foi pioneiro na programação de notícias filipino, com o Channel 2 com Balita Ngayon e Channel 4 com Apat na Sulok ng Daigdig, com Orly Mercado como seu primeiro apresentador.
Em 1971, as Filipinas, através da Radiowealth, tornaram-se o país terceiro no mundo a fabricar aparelhos de TV em cores. Até então, os canais 2 e 4 da ABS-CBN tinham encurralado em torno de 80% do público compartilhado e colhido inúmeros prêmios.
As tentativas de estabelecer uma estação de TV pública começaram em janeiro de 1962 com o Philippine Broadcasting Service. Sob a gestão do apresentador pioneiro Francisco "Koko" Trinidad, a estação transmite programas educacionais e talk shows com luminárias como a atriz Tita Muñoz. No entanto, a tentativa foi de curta duração. Após um ano, a PBS assinou permanentemente, não devido a problemas financeiros, mas sim por sua freqüência. O ABS-CBN estava transmitindo no Canal 3 e argumentou que a PBS, transmitindo no Canal 4, estava interferindo com o sinal da estação comercial.
Depois que o Canal 9 foi reatribuído à KBS e os Canais 3 e 9 da rede ABS-CBN foram reconfigurados para serem transmitidos nos Canais 2 e 4, o Philippine Broadcasting Service perdeu sua freqüência de transmissão e com isso a chance de um estação de TV pública.

### Televisão sob a lei marcial (1972-1986)
Quando as Filipinas foram colocadas sob a regra marcial em 21 de setembro de 1972, Marcos ordenou a aquisição de empresas de mídia. As tropas governamentais entraram em estações de rádio e televisão, e foram colocadas sob controle militar. Todos os meios de comunicação que criticavam a administração Marcos foram bloqueados e seqüestrados. Todas as estações de TV foram desligadas, salvo no Canal 9. A crítica da mídia à administração Marcos foi banida na era da lei marcial.
O canal DZXL-TV 4 do ABS-CBN foi confiscado pelo Escritório do Secretário de Imprensa Francisco Tatad e pelo Centro Nacional de Produção de Mídia de Gregorio Cendaña e renomeado como DWGT-TV Canal 4, o canal do governo. DZKB-TV Canal 9 e DZTV-TV Canal 13 foram eventualmente controlados pelo então embaixador Roberto Benedicto, e o DZBB-TV Canal 7 de Bob Stewart foi posteriormente autorizado a operar com permissões limitadas de três meses. ABS-CBN foi apreendido da família Lopez, e Eugenio Lopez Jr., então presidente da ABS-CBN, foi preso. Na última parte de 1973, a RBS, que estava então em fase de produção Philippine Productions, foi vendida a Felipe Gozon, advogado da família de Stewart, porque os estrangeiros não têm permissão para possuir negócios nas Filipinas, que mais tarde mudaram o nome de RBS para o GMA Radio-Television Arts.
O KBS 9 foi o primeiro a começar as transmissões em cores em ano 1969. Quando um incêndio destruiu os estúdios de televisão KBS na cidade de Pasay, o povo de Benedicto assumiu o controle dos estúdios ABS-CBN na Avenida Bohol, Quezon City. O ABS-CBN, como uma rede, cessou suas operações por 14 anos e seus estúdios se tornaram os locais de transmissão do novo canal GTV-4 e KBS 9. Um ano depois, Salvador "Buddy" Tan, gerente geral da KBS, reabriu o Canal 2 como a Banahaw Broadcasting Corporation. As estações regionais do ABS-CBN acabaram nas mãos de RPN, IBC, GTV ou BBC.
As duas estações pertencentes a Roberto Benedicto, a saber, RPN Canal 9 e BBC Canal 2, serviram como veículos de propaganda para o governo. Em 1980, os canais 2, 9 e 13 mudaram-se para o recém-construído Broadcast City em Diliman, Quezon City. No mesmo ano, Gregorio Cendaña foi nomeado Ministro da Informação. O Canal 4 da DWGT-TV tornou-se conhecido como o Maharlika Broadcasting System e converteu-se em cores, o último a fazê-lo, e também ocupou os estúdios do ABS-CBN.
A era foi considerada a idade de ouro para o RPN 9 e IBC 13, cujos programas como NewsWatch, John en Marsha, Superstar, Champoy e Eat Bulaga !, foram os principais programas da década. Enquanto isso, GMA, sob a direção de Felipe Gozon, Menardo Jimenez, Gilberto Duavit Sr, Rod Reyes, e Freddie Garcia, começou a transmitir em cores, e passou do último lugar na audiência para o terceiro lugar, ultrapassando a BBC-2, que então atacou mulheres e MBS.
Inicialmente, o Departamento de Informação Pública, revisou tudo o que foi exibido no rádio e na TV, estabelecendo as regras e regulamentos. Através de outras agências governamentais, foram promulgadas políticas de propriedade, alocação de freqüências, distribuição de estações e padrões de programas. Em 1973, a Kapisanan ng mga Brodkaster sa Pilipinas foi criada, e esta agência permitiu a auto-regulação. Um ano depois, um decreto presidencial criou o Broadcast Media Council. O 1974 Miss Universe Pageant, o 1975 Muhammad Ali-Joe Frazier luta pesada, e a visita de 1981 do Papa João Paulo II, todos apresentados nas Filipinas, foram mostrados em todo o mundo. Em 1980, a BBC tornou-se City2 Television. RPN e City2 também fizeram inovações na utilização de gráficos por computador para os gráficos da rede.
A séries de anime também começou a ganhar popularidade na TV filipina através da Voltes V no GMA e Daimos. A referida série de anime foi notoriamente retirada do ar por Marcos, alegando que girava em torno do derrube de um regime tirânico. As transmissões por satélite que ligam todo o país, começaram no início da década de 70 pelo ABS-CBN através de testes, também começaram naquela época, com RPN, IBC, BBC e, mais tarde, GMA e MBS começando simulcas de programas de Manila para as províncias em todo o país 3 grandes grupos insulares.
Quando Benigno "Ninoy" Aquino, Jr., um senador que se opôs fortemente à administração de Marcos, foi assassinado em 21 de agosto de 1983, foi apenas um item pequeno nas notícias da televisão. O aperto de ferro que a administração de Marcos tinha na televisão começou a escorregar, enquanto a GMA transmitia o funeral, a única estação local a fazê-lo. Em 1984, Imee Marcos, filha de Ferdinand Marcos, tentou assumir a GMA. No entanto, a aquisição foi impedida pelos executivos da GMA. Stewart deixou as Filipinas para o bem, já que ele estava totalmente desapontado com o movimento de Marcos. 
O GMA também foi instrumental nos anos anteriores à People Power Revolution em 1986. A rede foi a primeira a transmitir uma entrevista televisiva com Corazon Aquino em 1984, e depois anunciou que iria candidatar-se à presidência se receber um milhão de assinaturas. Em fevereiro de 1986, a rede também foi a primeira a denunciar que Fidel Ramos e Juan Ponce Enrile se separaram da administração Marcos. Depois de mais de uma década, a liberdade de imprensa que o ABS-CBN exerceu antes da lei marcial retornou, desta vez continuada pela GMA.
Ao mesmo tempo, o Canal 4, que então transmitiu uma mensagem de Marcos, na qual ele não desistiu, foi capturado por rebeldes. A estação foi colocada na linha pouco depois do meio-dia, com Orly Punzalan anunciando na televisão ao vivo, "o Canal 4 está no ar novamente para servir a povo". Esta transmissão foi considerada o "retorno" do ABS-CBN no ar porque este era o momento em que ex-funcionários da rede estavam dentro do complexo após 14 anos de encerramento desde que Marcos assumiu durante a Lei Marcial de 1972.
Em 25 de fevereiro de 1986, no auge da People Power Revolution, RPN, IBC e City2 foram apreendidas por soldados reformistas que desativaram o transmissor que estava transmitindo a inauguração de Marcos do Palácio de Malacañang. 14 anos depois de Marcos ter tomado o controle da mídia, seu aperto de ferro na mídia finalmente desmoronou. Naquele dia, Marcos e sua família fugiram para o Havaí, terminando seu regime tirano de 21 anos.

### Televisão após a revolução EDSA (1986-1989)
Com o fim do regime de Marcos e o retorno da democracia, a televisão recuperou o direito à liberdade de expressão e à chance de relatar sem medo.
City2, RPN e IBC foram sequestrados pela Philippine Commission on Good Government (PCGG) após a revolução. Enquanto RPN e IBC permaneceram operacionais, City2 foi abolida e suas freqüências foram dadas ao ABS-CBN. O canal 4, entretanto, manteve-se com o governo e se tornou o PTV, e o ABS-CBN ficou com o Canal 2.
Quando a BBC fechou, o IBC absorveu a maioria dos seus empregados deslocados, dobrando as despesas operacionais da rede. O custo dos programas aumentou três vezes. Os shows produzidos em linha e os empreendimentos de co-produção com algumas grandes empresas cinematográficas como Viva, Regal e Seiko foram favorecidos, além de seus programas produzidos na estação. O custo dos programas, taxas de talentos e direitos de TV aumentou enormemente. De uma idade dourada, RPN e IBC começaram a se afundar lentamente enquanto a audiência começava a ver uma queda acentuada.
O ABS-CBN retornou em 14 de setembro de 1986, com suas instalações estavam em ruínas, baixa fundos e em último lugar na plateia. Também teve que compartilhar espaço com o PTV, mesmo depois de retornar ao Centro de Transmissão na Avenida Bohol que era legítimo. Até então, apesar de ter programas locais, as estações ainda dedicaram uma boa parte do seu período de bloqueio para programas enlatados.
Os telejornais da língua filipina começaram a ganhar popularidade, enquanto isso, primeiro através do GMA Balita no Canal 7. Em 1987, Freddie Garcia retornou ao ABS-CBN depois de um período de sucesso na GMA, que já havia derrubado o RPN para o primeiro lugar na audiência. A GMA também ganhou inúmeros prêmios e reconheceu sua combinação de programação equilibrada. Foi o lar de uma série de hits como That's Entertainment, Anna Liza, GMA Balita, GMA Supershow, Penthouse Live, e Vilma !
Foi durante esse ano que o ABS-CBN, que também assinou um contrato com a Regal Films, onde o estúdio de cinema produziria 8 programas na rede, lançou um relançamento como a "Star Network", que tinha a rede produzindo uma série de programas locais incluindo 85% do conteúdo da rede, como a TV Patrol (agora o mais antigo jornalista de língua filipina), Palibhasa Lalake, Chika Chika Chicks, Pops e Martin Twogether, Loveli-Ness, The Maricel Regal Drama Special e muito mais. E, ao contrário das redes, a estação transferiu o público alvo das aulas de alto nível para as massas.
O IBC tornou-se E-13 naquele ano, mas o relançamento não conseguiu salvar o público de diminuir ainda mais.
A GMA nesse ano tornou-se a primeira rede de televisão do país a fornecer uma nova dimensão aos espectadores, transmitindo os programas da rede em estéreo completo (denominado GMA StereoVision), abriu o estúdio ao vivo de alta qualidade, o Broadway Centrum, impulsionando sua programação local , e inaugurou a torre de transmissao de 777 metros o "Tower of Power", localizada ao longo de Tandang Sora, cidade de Quezon, a estrutura artificial mais alta do país em 7 de novembro de 1988.
A reestruturação de programação audaz do ABS-CBN provou ser um grande sucesso que, em 1988, o ABS-CBN havia virado do último lugar em 1986 para se tornar o líder da audiência incontestável na TV filipina. Esse ano também marcou outro marco na história do ABS-CBN na forma das primeiras transmissões de satélites nacionais da rede. No ano seguinte, publicou seu primeiro lucro após sua reabertura. 
O sucesso da TV Patrol no ABS-CBN divulgou ainda mais o uso do filipino como idioma para noticiários, bem como o reportagem da polícia e do showbiz.
Apesar do sucesso do ABS-CBN como líder do público, a GMA, o vice-líder, continuou com seu estratégia de programação premiado e equilibrado, sob a direção do então presidente Menardo Jimenez.
O PTV, por outro lado, tornou-se o terceiro lugar na audiência em 1989. Até então, a RPN e o IBC estavam nos últimos lugares na audiência. RPN tornou-se a New Vision 9 naquele ano e a IBC tornou-se Islands TV 13 no ano seguinte, mas ambas as redes continuaram sua queda em público e lucros. O canal 9, no entanto, fez o histórico novamente como o primeiro a transmitir 24 horas sem parar. 
As duas redes também perderam os programas produzidos pela TAPE Inc. (Eat Bulaga !, Okey Ka Fairy Ko !, Agila e Coney Reyes na Câmera) para ABS-CBN e cancelaram seus programas mais famosos como Superstar, John en Marsha , e Champoy. Os programas da TAPE logo se moveram seis anos depois para o GMA em 1995, depois de rejeitar a oferta da ABS-CBN para comprar os direitos de produção de seus programas.

### Expansão internacional e aumento de redes de cabo e UHF (1990-2000)
O ABS-CBN também organizou, em 1990, junto com o Lopez Group, o SkyCable, que se tornou fundamental no crescimento da TV a cabo no país na década de 1990. O canal 2 até então teve mais de 40 a 50% de participação auditiva no Metro Manila e 70% nas províncias, deixando claro que a estratégia de programação de massas da ABS-CBN das notícias da língua filipina, començões de ficção, antologias de drama e programas musicais tornou-se um enorme sucesso.
Os canais de TV UHF começaram a ganhar terreno nessa década, primeiro através do SBN 21, estabelecido em 1992. A rede GMA entrou mais tarde na paisagem UHF através do Citynet 27 em 1995, antes da entrada do próprio canal UHF da ABS-CBN, Studio 23, em 1996.
Em 1992, a PTV mudou seus estúdios para o antigo edifício do Centro Nacional de Produção de Mídia na Avenida Visayas, com transmissores e outros equipamentos amplamente doados de uma concessão do governo francês, deixando o ABS-CBN no controle exclusivo do Centro de Transmissão, que antes da O fim do 2º milênio tornou-se o centro de transmissão mais avançado do país.
No mesmo ano, que viu o ABS-CBN iniciar transmissões internacionais, o ABC 5 retornou sob a direção de Edward Tan, a Islands TV 13 reverteu para o IBC e a GMA Radio Television Arts iniciou sua própria expansão internacional, que viu os programas da GMA chegarem ao Sudeste Asiático e em 60 cidades americanas e partes da América do Sul através da International Channel Network - tudo anunciado por uma rebranding que viu o GMA mudar seu nome para GMA Rainbow Satellite Network. 3 anos depois, em 1995 (45º aniversário corporativo da GMA), o nome da rede foi simplificado para a GMA Network.
O ABS-CBN também encurralou 62% de participação de audiência no Metro Manila durante esse ano. Em 1993, ABC ultrapassou a PTV como o terceiro lugar na audiência enquanto em 1994, a New Vision 9 reverteu para RPN. O Canal 5 seria o terceiro lugar para os próximos dois anos.
Entre os novos programas mais populares, foram Sa Linggo N'APO Sila, Maalaala Mo Kaya, Ang TV, Hoy! Gising !, Home Along da Riles, Oki Doki Doc, ASAP, e Mara Clara no ABS-CBN, enquanto a GMA tinha Saksi, SOP, TGIS, GoBingo, Anna Karenina e Startalk.
A expansão internacional da ABS-CBN entrou em alta velocidade quando lançou The Filipino Channel em 1994 na América do Norte e na Ásia-Pacífico. Nos dez anos seguintes, mais tarde chegaria ao Oriente Médio, Japão, Austrália e Europa.
A expansão regional também se tornou um alvo importante para as duas redes dominantes na década de 1990. Enquanto a expansão da GMA dependia da construção de estações regionais em áreas remotas, a expansão da ABS-CBN concentrou-se na criação de complexos de transmissão de classe mundial e transmissores poderosos com alta potência de transmissão de 25 quilowatts. No final da década de 1990, o ABS-CBN atingia 97% de todas as famílias filipinas.
Enquanto as comédias, as antologias de drama e os programas semanais permaneceram populares na década de 1990, as novelas diárias começaram a ganhar popularidade na década de 1990, particularmente na segunda metade da década. Inicialmente arejados nas tardes, esses programas se encontraram no horário nobre depois que a RPN enfrentou o MariMar contra a TV Patrol para um tremendo sucesso, forçando o ABS-CBN a cortar o telejornal a 30 minutos e mover a Mara Clara da tarde para o horário nobre, às 18h30.  A produção da novela também mudou com ritmo mais rápido e reduzindo a vida útil da telenovela média. 
O sucesso de Mara Clara logo será seguido por Esperanza e Mula sa Puso no ABS-CBN, e Ikaw na Sana no GMA. 
O showbiz talk show (através do Showbiz Lingo) eo programa de assuntos atuais (através de Hoy! Gising !, e Magandang Gabi, Bayan) tambem se tornou um dos gêneros de progamas mais populares naquela década. O ABS-CBN continuou sua série de sucesso com mais sucessos como Oka Tokat, Wansapanataym, Kaya ni Mister, Kaya ni Misis, Pwedeng-Pwede e muito mais.
A IBC formulou sua própria estratégia de programação local que conseguiu transformar o Canal 13 em terceiro lugar em 1997, enquanto o sucesso de Marimar na RPN levou o Canal 9 a se tornar embalado com as séries americanas enlatadas premiadas com Emmy e as telenovelas superiores. Enquanto isso, ABC e PTV caíram para o quinto e sexto lugar (último lugar entre as seis redes nacionais de VHF) devido ao ressurgimento de RPN e IBC.
O noticiário de língua inglesa da tarde da noite manteve-se popular até 1998, quando a GMA Network News mudou sua língua para filipino, aumentando seus índices de público e ameaçando o The World Tonight do ABS-CBN. O referido noticiário transferiria para a rede de notícias ABS-CBN, o ABS-CBN News Channel (estabelecido em 1996 como Sarimanok News Network) em 1999, no mesmo ano em que a GMA Network News foi ironicamente cancelada.
ZOE TV foi lançada em 1998, na frequência do Canal 11 que já era propriedade da MBC. Tornou-se o novo último lugar na audiência, publicando índices de audiência mais baixos que o PTV, a última estação colocada antes do lançamento da ZOE TV. Em 2005, a estação entrou em um acordo de bloqueio com a GMA, que viu a estação se tornar QTV, voltada para fêmeas. Ele simplificou seu nome para Q em 2007 antes de fechar e foi substituído pela GMA News TV em 2011.
A década também viu ABS-CBN se expandir para filmes, música, revistas, canais a cabo, merchandising e muito mais para criar a maior rede de conteúdo multimídia do país.
Em 1999, a GMA colocou a série de anime contra as novelas, comédias e programas semanais do ABS-CBN em horário nobre, uma jogada que conseguiu, apesar do domínio contínuo de Mula sa Puso e Esperanza e, mais tarde, de Saan Ka Man Naroroon e Labs ko si Babe. Enquanto isso, a batalha pelo meio-dia se intensificou quando Magandang Tanghali Bayan no ABS-CBN derrotou o Eat Bulaga! no GMA com seu icônico segmento de jogos "Pera o Bayong" e aos domingos, o SOP da GMA começou a desafiar o ASAP do ABS-CBN como o melhor show de variedades musicais aos domingos. 
O ABS-CBN também começou a popularizar o termo "Kapamilya" como marca em 1999 com o slogan "Kapamilya namin, Kapamilya Ninyo, Kapamilya ng Bawat Pilipino", ao lado do emblemático "In The Service Of The Filipino".

### A guerra entre ABS-CBN e GMA (2000-2010)
O ABS-CBN saudou o novo milênio com a notícia mundial e especial de entretenimento "The ABS-CBN Worldwide Celebration of the New Millennium" organizada em 3 pontos vivos no Metro Manila (Luneta, The Fort e Quezon City Memorial Circle) e com feeds ao vivo em vários pontos em todo o país e em todo o mundo, enquanto a GMA tornou-se o parceiro filipino da transmissão mundial 2000 Today da BBC, estabelecida principalmente em Makati. No próprio especial do ABS-CBN, a rede também revelou uma versão renovada de seu logotipo a tempo para o novo milênio.
A virada do século viu o surgimento de shows de jogos, primeiro no IBC e ABC através de franquias filipinas de The Weakest Link, que quer ser um milionário, Wheel of Fortune e Family Feud. As duas principais redes, ABS-CBN e GMA, responderam com os seus próprios jogos, Game KNB? no ABS-CBN e All-Star K! no GMA. O movimento da IBC para franquiar jogos internacionais em 2001 resultou na rede publicando seus melhores resultados nos índices de audiência desde 1986.
No mesmo ano, que também viu o impeachment do presidente Joseph Estrada e o fim subseqüente de sua administração com a Segunda Revolução da EDSA, a PTV tornou-se NBN ou National Broadcasting Network.
Game KNB? foi um dos programas que ajudaram o ABS-CBN a manter o seu domínio durante o início da década de 2000, juntamente com as telenovelas extremamente bem sucedidas Pangako Sa 'Yo, Sa Dulo ng Walang Hanggan, Sa Puso Ko'y Iingatan Ka, Bituin e Kay Tagal Kang Hinintay, bem como Whattamen, G-Mik, The Buzz e Tabing Ilog. Pangako Sa 'Yo, juntamente com Mula sa Puso, foi uma das primeiras novelas filipinas (que passaram a ser conhecidas como "teleseryes" na década de 2000) para serem importadas em países estrangeiros. Pangako Sa 'Yo, em particular, tornou-se um grande sucesso nos países da Ásia e até mesmo na África. Isso marcou o início da exportação de dramas filipinos de ABS-CBN e GMA em vários países, primeiro na Ásia, depois na África, Europa e nas Américas.
Na virada do século, a GMA, sob a gestão de Felipe Gozon, renovou a sua combinação de programação para melhor competir de frente com o ABS-CBN. Ao fazê-lo, adicionou mais telenovelas como Ikaw Lang ang Mamahalin e Kung Mawawala Ka, tirando uma página do sucesso do ABS-CBN do seu relançamento como "Star Network". O salto de audiência da GMA resultante dessa mudança de programação veio ao mesmo tempo que o ABS-CBN sofreu crise financeira devido ao declínio na receita de anúncios devido ao conflito político causado pela Segunda Revolução da EDSA em 2001 e mais particularmente por causa dos ataques de 11 de setembro.
Em 2002 (15 anos após o lançamento exitoso do ABS-CBN como "Star Network"), a GMA lançou um novo logotipo (substituindo o arco-íris por um coração, mas mantendo as cores icônicos do arco-íris), como o GMA, agora mais dirigido do que nunca a emergir como líder em notícias e entretenimento, mudou como a "rede Kapuso". Naquele momento, o ABS-CBN tornou-se a rede número um durante 15 anos consecutivos e comemorou com o slogan "Ikaw ang No. 1", que, aliás, tinha um logotipo em forma de coração.
Por causa da mudança na programação da GMA, o público das outras redes VHF (RPN, IBC, ABC e NBN) despencaram significativamente para seus níveis mais baixos em sua história.
A pesquisa de talentos mostra reaparecer e os reality shows começaram a ganhar popularidade durante a década que ocorreu no StarStruck e Extra Challenge da GMA e no Star Circle Quest do ABS-CBN. Em 2005, o ABS-CBN comprou os direitos de franquia para "Pinoy Big Brother", a versão filipina do reality show Big Brother, para uma forte recepção.
Outra tendência de programação na década de 2000 foi o surgimento de novelas da Coreia do Sul e da China, que começou quando o ABS-CBN trouxe a série taiwanesa Meteor Garden (baseada no mangá japonês Hana Yori Dango) para um sucesso extremo. Isto foi seguido por Lovers in Paris, Boys Over Flowers (o homólogo coreano do Meteor Garden) e My Girl no ABS-CBN, e Full House, Endless Love e Jewel in the Palace no GMA. O sucesso dessas novelas ganhou as duas redes de monikers para suas séries bem sucedidas de países asiáticos: "The First and True Home of Asianovelas" para ABS-CBN e "The Heart of Asia" para a GMA.
A rivalidade chegou a um pico muito aquecido, no entanto, quando ABS-CBN introduziu o "fantaserye", que é uma novela com elementos de fantasia. Enquanto o ABS-CBN já experimentou elementos de fantasia em drama com a antologia semanal Wansapanataym e a novela de 2003, Darating ang Umaga, a novela de 2004, a Marina, tornou-se a primeira a ser cobrada como tal. Marina, que gira em torno de uma mulher com uma maldição em que ela se tornou uma sereia no sétimo aniversário, foi um tremendo sucesso.
GMA disparou em agosto desse ano com Mulawin, que conseguiu se tornar a primeira série em vencer um drama do ABS-CBN desde 1996 e empurrou o público em destaque da GMA para vencer o ABS-CBN no 4º trimestre de 2004, ajudando o GMA a vencer contra ABS-CBN na audiência Mega Manila (a maior do país) pela primeira vez desde 1988. Também nesse ano, a GMA apresentou 24 Oras, que ameaçaram o domínio da TV Patrol como o noticiário mais assistido daquele ano, forçando a TV Patrol a mudar seu nome para a TV Patrol World em novembro desse ano.
Enquanto o GMA venceu em Mega Manila, a ABS-CBN possuía infra-estrutura bem superior ao seu concorrente nas regiões fora de Mega Manila e já havia conquistado todas as comunidades globais filipinas na América do Norte, Ásia-Pacífico, Japão, Oriente Médio, Europa, e Austrália através do The Filipino Channel. Isso significava que o ABS-CBN ainda era a rede dominante em escala nacional, mas ainda não foi confirmado porque ainda não havia uma pesquisa nacional de medição de audiência até 2006, quando a AGB Nielsen apresentou o painel National Urban Television Audience Measurement (NUTAM), que então tinha 1.540 casas em áreas urbanas no país. A primeira pesquisa da NUTAM teve ABS-CBN como a rede mais assistida em todo o país.
A National Urban Television Audience Measurement (NUTAM) da AGB Nielsen foi o primeiro sistema nacional de medição de audiência na televisão no país. Até 2006, a AGB Nielsen forneceu medições de audiência apenas para famílias Mega Manila. Nos primeiros anos, o Philippine Research and Survey Center (PSRC) forneceu pesquisas para classificações em várias cidades-chave fora de Mega Manila, incluindo até 2002, quando a AGB Nielsen assumiu, Cebu e Davao. 
Três anos após o lançamento do NUTAM e depois do ABS-CBN parar de se inscrever na AGB Nielsen devido a avaliações adulteradas em Bacolod, o novo fornecedor de emissoras de audiência da ABS-CBN, o TNS Philippines (agora Kantar Media) lançou seu próprio painel menor NUTAM de 1370 casas urbanas. Em 2012, a Kantar tornou-se a primeira empresa de medição de audiência a incluir casas rurais em seu painel, pois expandiu seu painel para 2.610 casas urbanas e rurais, maior que o painel da AGB Nielsen de 2.000 casas urbanas.
Em 2005, a GMA lançou seu próprio canal internacional, GMA Pinoy TV, primeiro na América e na Ásia, e, assim como seu concorrente, TFC, alcançaria a Europa, Austrália e Oriente Médio. Também naquele ano, a GMA apresentou duas de suas "fantasias" mais bem-sucedidas (ou como a GMA chama isso, "telefantasyas"), Encantadia e a versão 2005 da banda desenhada Mars Ravelo, Darna, que se tornaram grandes sucessos. A ABS-CBN, entretanto, viu Wowowee e Goin 'Bulilit surgirem como os shows mais bem sucedidos desse ano.
Depois que a ZOE TV se tornou Q em 2005 depois que a GMA Network estabeleceu um acordo de bloqueio com a ZOE TV, onde a GMA seria capaz de operar e programar o DZOE-TV. A ZOE Broadcasting abriu outra estação de TV, DZOZ-TV no Channel 33, em 2006. Primeiro lançado como UniversiTV, tornou-se o novo televisor ZOE em 2008, depois renomeado como Light TV em 2011 e, finalmente, para a Light Network em 2014.
O uso de nomes para blocos de programação tornou-se um padrão para as redes de TV na mesma década - ABS-CBN primeiro usou essa prática no final da década de 1990 ao chamar seu bloco de horário nobre "5 to Sawa!" antes de mudá-lo para "Primetime Combo-Nalo" em 2001, depois para "Primetime Bida" em 2003. A rede também chamou seu bloco de meio dia "Primetime on Daytime" e seu bloco da tarde "Dramathon sa Hapon" antes de mudar seus nomes na década de 2000 para "PrimeTanghali" e "HaponTastic" (mais tarde, Kapamilya Gold) e mais tarde deu um nome para manhã ("Umaganda") e blocos de fim de semana ("Yes Weekend!"). GMA, por sua vez, tinha "TeleBabad" para seu bloco de horário nobre, "Dramarama" (mais tarde, Afternoon Prime) para as tardes, e nos fins de semana, Sabado Star Power e Sunday Grande. 
A intensificação da competição entre os canais 2 e 7 resultaria em breve na remoção de sitcoms e programas semanais no horário nobre do dia da semana, que de repente se tornou um bloco dependendo da programação diária (vertical).
Entre os outros succesos que o ABS-CBN lançado durante a última parte da década de 2000 incluiu "Super Inggo, Sana Maulit Muli, Kapamilya Deal ou No Deal (a versão filipina do show internacional Deal or No Deal), Lobo (a primeira novela no país para ganhar uma nomeação no International Emmy Awards), e May Bukas Pa, entre muitos outros. GMA, enquanto isso, tinha o Captain Barbell, a versão filipina de MariMar, Dyesebel, e Survivor Philippines.
Até 2007, o ANC (ABS-CBN News Channel) foi o único canal de notícias filipino. Naquele ano, o ABS-CBN (proprietário da ANC) introduziu o DZMM TeleRadyo, um simulador de TV da estação de rádio AM da ABS-CBN, o DZMM, transmitido a partir do estande de rádio da estação AM. O lançamento da TeleRadyo foi seguido pela RHTV (DZRH Television), um canal a cabo que transmite programas da estação de rádio AM da Manila Broadcasting Company, a DZRH, e considerada como o retorno da MBC à TV, 35 anos após a sua última estação de TV, a DZRH-TV canal 11 (agora ocupada pela GMA News TV ) foi encerrado devido à Lei Marcial, e nunca retornou mesmo após a Revolução da EDSA.
O ano depois viu o lançamento do GNN, o terceiro canal de notícias filipino, de propriedade da First United Broadcasting Corporation.
A RPN, entretanto, entrou em parceria com o operador de canais a cabo Solar Entertainment, que viu RPN tornar-se C / S 9 (2008) e, em seguida, Solar TV (2009), ETC 9 (2011) e Solar News Channel (2013) antes do Solar desistiu do Canal 9 para o ALC Group, onde se tornou a CNN Filipinas em 2015. O IBC tentou entrar em parceria com a Makisig Network, mas isso não deu certo.
O ABC 5, depois de anos de queda, entrou em parceria com a MPB Primedia, apoiada pela Media Prima, empresa de mídia da Malásia, em 2008, que viu seu relançamento como TV5. 

### Mudança para TV digital (2010-atual)
Em 2007, o ABS-CBN iniciou as transmissões de ensaio do canal 2 e quatro outros canais, sem nome, na televisão digital em Pampanga. Oito anos depois, em 2015, o ABS-CBN, com o lançamento da caixa de TV digital ABS-CBN TVplus, formalmente iniciou transmissões de TV digital regulares do Canal 2 e dos quatro canais - dois canais já lançados como canais a cabo antes, DZMM TeleRadyo e Knowledge Channel e dois novos canais, o CineMo! e Yey !, primeiro em partes de Luzon e Visayas antes de se expandir para Mindanao. A GMA seguiu o exemplo na transmissão de TV digital em torno de dois anos depois.
Com o lançamento da TV digital através da TVplus, emergiram novos multicanals de especialidade para públicos de nicho. Entre eles estavam o Yey !, CineMo !, DZMM TeleRadyo e Knowledge Channel da ABS-CBN, e o Salaam TV da PTV, um canal focado exclusivamente nos muçulmanos filipinos e comunidades islâmicas.
Em outubro de 2015, a ABS-CBN começou a transmitir em HD com o lançamento do ABS-CBN HD.
A TV5 foi adquirida em 2010 pela MediaQuest Holdings, de propriedade do gigante das telecomunicações PLDT, e relançou esse ano com uma série de novas programações que incluíam estrelas anteriormente da ABS-CBN e da GMA. Embora tenha encontrado sucesso inicial de 2010 a 2012, sua condição financeira abismal mais tarde tomou seu impacto no canal 5, incapacitando sua capacidade de produzir seus próprios programas de entretenimento, o que levou ao cessar a sua divisão de entretenimento até 2016.
Em 2011, NBN reverteu para o seu nome anterior, o PTV.
A BEAM TV voltou em 2011 no Canal 31 depois de encerrar em 2003. Primeiro afiliado à Solar Entertainment de 2011 a 2014, onde foi exibido como The Game Channel, Chase e Jack City, o canal agora é exibido como multicanal Shop TV, TV Shop, Pilipinas HD, LifeTV, Island Living, bem como uma transmissão ao vivo da estação de rádio DZIQ 990 (propriedade do jornal Broadsheet Philippine Daily Inquirer), chamado Inquirer 990 Television e até O Shopping, um canal de compras em casa de propriedade da ABS-CBN.
Um dos esforços da TV5 para se tornar um grande jogador na TV foi o lançamento de um novo bloco esportivo no IBC 13, chamado AKTV, que, em 2013, cessou as operações devido a baixos índices de audiência. A IBC mais tarde entrou em parceria com o Asian Television Content Corporation para produzir um novo conjunto de programação alternativa para desafiar a concorrência, mas também falhou.
GMA e TV5 também criaram seus próprios canais de notícias na mesma década. TV5 foi primeiro com a AksyonTV, que ocupava a frequência do Canal 41 que uma vez hospedava a MTV Filipinas quando ainda era um canal de TV aberta, antes de permanecer em silêncio em 2007 até o lançamento da AksyonTV. GMA seguiu mais tarde com a GMA News TV, que substituiu Q e ocupou a sua antiga frequência do Canal 11.
A ABS-CBN iniciou a mudança de produção de seu programa para HD em 2012, com Be Careful With My Heart, seguida por novelas posteriores e programas de atualidades. Em 2015, todos os outros programas de entretenimento da ABS-CBN, como shows de variedades, comédias e programas de jogos, começaram a mudar para o HD. Em 2018, a transição foi concluída com as primeiras transmissões em HD de seus noticiários.
Em 2017, o closed caption foi introduzido na Philippine TV, primeiro lançamento no GMA e TV5.
Em 1 de março de 2017, a Light Network tornou-se a primeira rede de TV no país a encerrar completamente as transmissões de TV analógicas e atualmente é a única rede de transmissão apenas na TV digital.
Apesar de alguns sucessos, a década de 2010 foi uma bolsa mista para a GMA, especialmente após a aposentadoria do Vice-presidente sênior do Grupo de Entretenimento, Wilma Galvante. Embora tenha visto alguns sucessos como My Husband's Lover, The Half-Sisters, Alyas Robin Hood, Ika-6 na Utos e o remake de Encantadia em 2016 sob o novo oficial encarregado do Entertainment Group Lilybeth Rasonable, a GMA sofreu perdas de audiência como resultado da programação mais forte do ABS-CBN e do seu novo serviço de TV digital. Os lucros como resultado de seus desempenhos medíocres diminuíram na maioria das vezes antes de rebote após 2015, como resultado do sucesso do segmento KalyeSerye em Eat Bulaga que deu origem ao tandem amoroso de AlDub (Alden Richards e Maine Mendoza) e 2016 remake de Encantadia. No entanto, apesar de vários sucessos, a GMA começou a perder parte significativa de sua audiência em Mega Manila e partes de Luzon, particularmente após o lançamento do ABS-CBN TVplus. 
Os succesos do ABS-CBN nos anos de 2010 incluído a pesquisa de talentos Pilipinas Got Talent, Mutya, os remakes de Mara Clara e Pangako Sa 'Yo, Imortal, Walang Hanggan,The Voice of the Philippines, Princess and I, Juan dela Cruz, Honesto, Got to Believe, Forevermore, The Legal Wife, a versão filipina de Your Face Sounds Familiar, Doble Kara, Dolce Amore, Ang Probinsyano, e La Luna Sangre. Wansapanataym, por outro lado, voltou após uma breve ausência e a TV Patrol World voltou ao seu título de TV Patrol. O ABS-CBN também começou a trabalhar em um novo complexo de sons em San Jose del Monte em Bulacan em 2011, o novo local para a produção de suas programas uma vez concluído.
Em 2018, a TV5 encurtou seu nome, deixando cair a parte "TV" de seu nome, para se tornar simplesmente "5", ou The 5 Network. 
Desde a introdução da TVplus, da ABS-CBN, a forte penetração da televisão analógica nos lares filipinos tem diminuído. Em 2016, 76% (ou mais de três quartos) de todas as famílias filipinas que possuem TV estavam usando a TV analógica. Em 2017, esse número caiu para 63%, ou menos de dois terços de todas as famílias que possuem TV. Em contraste, a porcentagem de domicílios de TV filipinos que estavam em TV digital ou a cabo aumentou de 24%, ou menos de um quarto, para 37%, ou mais de um terço de todas as residências. À medida que a penetração da TV digital e a cabo no país crescia, também cresciam os índices de audiência dos multicanais digitais da ABS-CBN (S + A, CineMo, Yey, TeleRadyo e Knowledge Channel). De 4% em 2015, os cinco canais agora conquistam cerca de 6% de participação de audiência.
A maior queda na porcentagem de penetração da TV analógica foi na Metro Manila, onde os domicílios que usam a TV analógica caíram em mais da metade, de 48% (menos da metade dos domicílios da região) para apenas 22% (mais de um quinto dos agregados familiares), uma vez que a penetração da televisão digital (TDT e cabo) aumentou de 52% para 78%, ou quase quatro quintos de todas as famílias da região. Isso levou à penetração da TV analógica na Mega Manila (a maior audiência de TV no país, 58% da Metro Manila) caiu de 58% (ou quase três quintos) para 37% (mais de um terço) , enquanto a penetração da TV digital (cabo e TDT) aumentou de 42% para 63%. Apesar disso, a maioria das áreas urbanas fora da região metropolitana de Manila e os domicílios rurais ainda usam a TV analógica, embora tenha havido um forte aumento na penetração de transmissão por cabo e TDT em áreas rurais nos últimos tempos.

### Cronologia do nascimento das emissoras de televisão

#### Canais VHF
- 23 de outubro de 1953: ABS-CBN (Estabelecido como ABS em 1953, fundido com CBN para se tornar ABS-CBN em 1963, transmitido no canal 3 de 1953 a 1969 e no canal 2 de 1969 a 1972 e de 1986 a presente, freqüência do canal 2 de propriedade da BBC de 1973 a 1986)
- 1960: IBC (nascido como IBC em 1960, mudou seu nome para E-13 em 1987 e para Islands TV 13 em 1990, reverteu para IBC em 1989 e 1994)
- 29 de outubro de 1961: GMA Network (Estabelecida como RBS em 1961, mudou de nome para GMA Radio Television Arts em 1979, GMA Rainbow Satellite Network em 1992 e GMA Network em 1995)
- 1962: 5 Network (nascido como ABC em 1962, relançado em 1992, mudou seu nome para TV5 em 2010, e 5 em 2018)
- 1969: RPN / CNN Philippines (nascido como KBS em 1969, mudou seu nome para RPN em 1975 e New Vision 9 em 1990, reverteu para RPN em 1994, atualmente operando como CNN Philippines, freqüência do canal 9 de propriedade do ABS-CBN de 1962 a 1972)
- 1974: PTV (estabelecido como GTV em 1974, mudou seu nome para MBS em 1979, para PTV em 1986 e para NBN em 2001, reverteu para PTV em 2011, freqüência do canal 4 de propriedade do ABS-CBN de 1969 a 1972)
- 28 de fevereiro de 2011: GMA News TV (nascida como ZOE TV em 1998, mudou seu nome para QTV em 2005, para Q em 2007 e GMA News TV em 2011, freqüência do canal 11 de propriedade do MBS de 1962 a 1972)

#### Canais UHF
- 30 de maio de 1992: SBN / ETC (Estabelecido como WorldTV 21 em 1992, tornou-se afiliado aos canais de propriedade Solar Entertainment de 2008: ETC de 2008 a 2011 e de 2013 a presente, e Talk TV (mais tarde Solar News Channel) de 2011 a 2013)
- 11 de outubro de 1993: BEAM (Lançado como CTV em 1993, mudou de nome para E! Filipinas em 2000, fechado em 2003, retornado em 2011, afiliado aos canais solares (The Game Channel, Chase e Jack City) de 2011 a 2014)
- Maio de 1993: RJTV (exibido como o Solar Entertainment Channel, o 2nd Avenue desde 2008)
- 12 de outubro de 1996: ABS-CBN S+A (Estabelecido como Studio 23 em 1996, mudou de nome para ABS-CBN Sports + Action em 2014, também conhecido como S+A desde 2016)
- 27 de julho de 1999: Net 25